# Juzur Abū Minqār
Juzur Abū Minqār är öar i Egypten.   De ligger i guvernementet Al-Bahr al-Ahmar, i den östra delen av landet, 400 km sydost om huvudstaden Kairo. Arean är 1,3 kvadratkilometer.
Terrängen på Juzur Abū Minqār är mycket platt. Öns högsta punkt är 6 meter över havet. Den sträcker sig 1,8 kilometer i nord-sydlig riktning, och 1,3 kilometer i öst-västlig riktning.